# Хвин, Кэрол
Кэрол Хвин (англ. Carol Huynh, вьет. Хюинь Зя Ло, кит. упр. 黃嘉露, пиньинь Huáng Jiā l(o)u4, палл. Хуан Цзял(о)у, кант. Вон Калау/Калоу); родилась 16 ноября 1980, Британская Колумбия) — канадская женщина-борец вольного стиля. Олимпийская чемпионка 2008 года. Этническая китаянка. Родители спортсменки были беженцами из Вьетнама. Образование спортсменка получила в Университете Калгари, там же начала заниматься борьбой. Выступает в наилегчайшей весовой категории.